# キツネガヤ
キツネガヤ Bromus remotiflorus (Steud.) Ohwi はイネ科の植物の1つ。スズメノチャヒキなどに似て、全体に緑色で小穂は細長い。また木陰に生える。

## 特徴
多年生の草本。草丈は60～100cm。茎の下部は多少曲がる。茎の節の下の部分には下向きの短い毛が生えている。葉身は長さ25～40cm、深緑色で光沢があり、短い毛がやや密生する。茎を包む葉鞘は完全な筒型で下向きに伸びる短い毛が多い。葉舌は高さ1～2mm。
花期は6～8月で、円錐花序は長さ20～30cmで主軸の節ごとに2本の枝を出し、枝はばらばらに広がってそれぞれに小穂をまばらにつける。花序の枝はざらつきがあり、細くしなって花序全体が下向きに垂れる。小穂は濃緑色で細長く、この属のものとしても特に細長い。小穂は6～10個の小花を含み、長さ3～4cm、幅2～4mmで濃緑色をしており、毛はない。第1包頴は長さ5-7mmで細く、脈は1本のみ、第2包頴は長さ8～11mで3本の脈があり、いずれもその先端はとても細くなって突き出して短い芒となっている。また竜骨はない。護頴は長さ10～13mm、7本の脈があり、背面は丸い。先端は細くなって芒に移行し、芒は真っ直ぐに伸びており、その長さは護頴の長さの半分程度から同長程度まで。内頴は護頴の長さの2/3ほど、左右の竜骨には先端に向いた短い毛が並んでいる。
なお、上記のように小穂は細いが、搾葉標本にすると小花が多少開いて小軸が見えるようになり、別の植物のように見える。
和名については牧野原著(2017)では「狐茅」であり「ちょうどその花が長くて尖っているのに基づいて」こう呼ばれているのでは、としているが、今ひとつ意味がわかりづらい気がする。

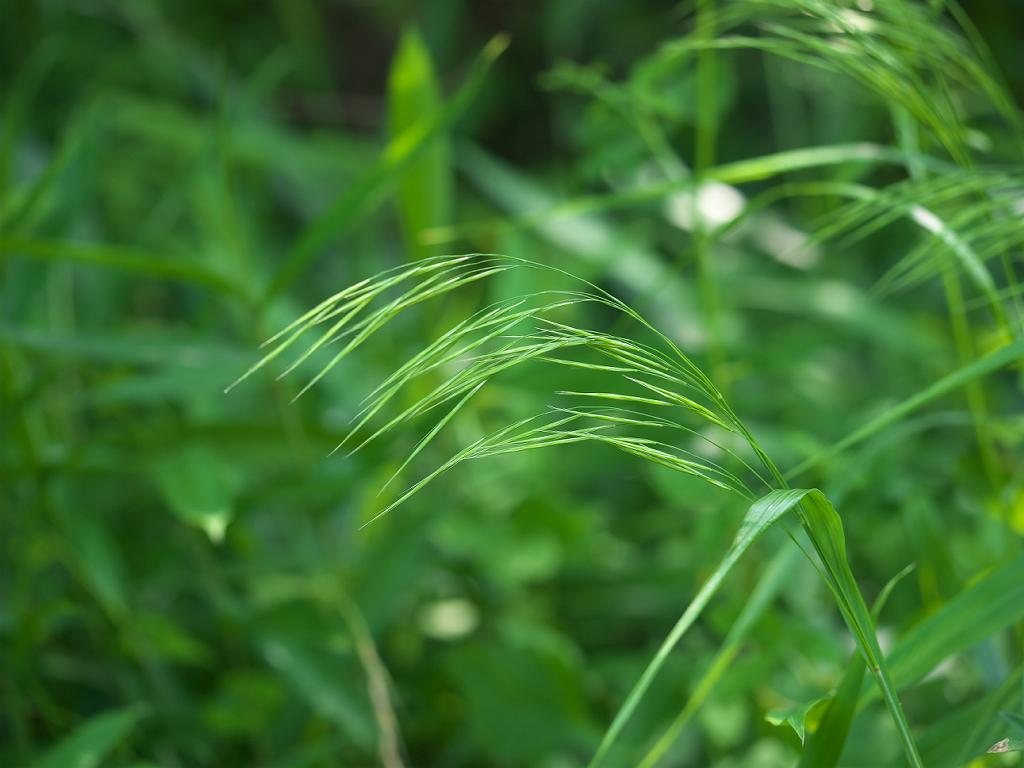
花序の部分
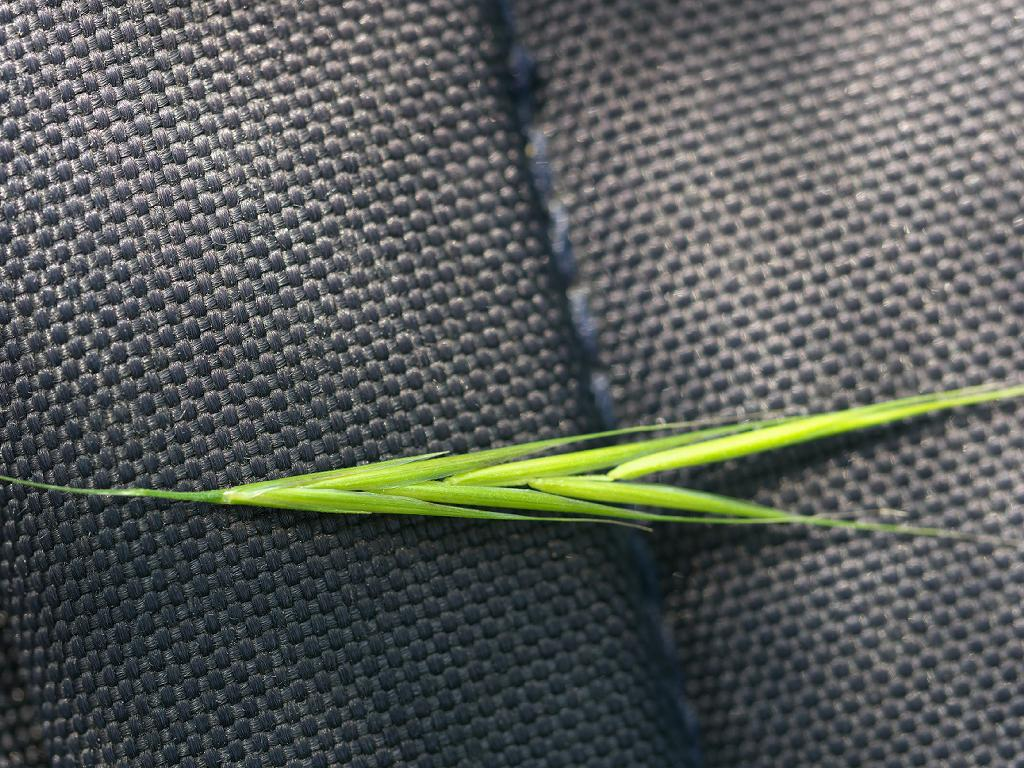
単一の小穂
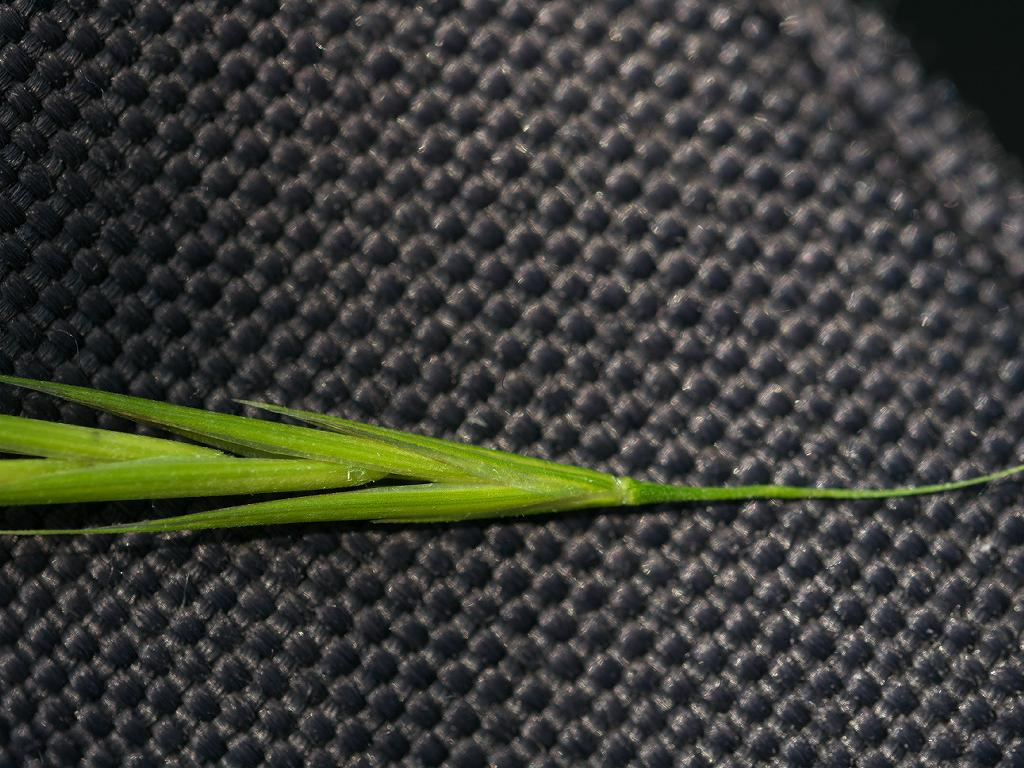
小穂の基部

## 分布と生育環境
日本では北海道から九州まで、国外では南千島、朝鮮半島南部、中国に分布する。
平地から山地にかけての半日陰に生育し、普通種である。山地の林間や原野の草の間に生える。
なお、本種の種子散布に関する考察として、その長い芒から風散布ではないかとの判断がある。本種の場合、その芒が長くまっすぐに伸びているために草むらでは途中で他の草に引っかかり、風が吹くとまた飛ばされることになるが、これは本種が比較的小柄な草本であるために他の植物の繁茂する場所では生存が難しく、他の植物の少ないところに種子を散布させる仕組みとなっているのだろうと推測している。

## 分類・類似種など
本種の所属するスズメノチャヒキ属 Bromus には世界の温帯から亜寒帯にかけて150種以上があり、日本には12種ほどが知られ、そのうちで在来種は本種を含めて3種ほどである。そのうちでイヌムギ B. cantharticus は小穂がはっきり扁平であることで区別され、またこの種は芒がほとんどない点でも混乱の余地はない。
これ以外のものは本種も含めて小穂は円柱形に近くあまり扁平でないし目立つ芒があるので本種とよく似ている。しかしその多くは移入種であり、明るい裸地に出るもので、本種の生育するような自然な環境の木陰に出現することは少ない。大橋他編(2016)は類似種との区別点として護頴の先端が次第に狭まってそのまま芒へと続く点を挙げていて、他種では護頴の先端が多少とも2つに裂けており、その間から芒が出ているものが多い。
長田は判断のポイントとして以下のような特徴を挙げている。
- 半日陰に生える。
- 葉鞘に下向きの短い毛がある。
- 3～4cmに達する細長い小穂に真っ直ぐな芒がある。
- 花序全体が垂れる。
- 全体に濃緑色をしている。

これに加えて、護頴に太い主脈以外に6本の側脈があって計7脈であることを確認すれば確実、とのこと。
なお、本種のシノニムである P. pauciflora は記載の時にはウシノケグサ属 Festuca とされ、F. pauciflora という学名であった。この2属を含む群の区別が長らく混乱していたらしいことがうかがえる。